# Scotinotylus sacratus
Espèce
Scotinotylus sacratus est une espèce d'araignées aranéomorphes de la famille des Linyphiidae.

## Distribution
Cette espèce se rencontre aux États-Unis en Utah et au Colorado et au Canada en Alberta,.

## Description
Les mâles mesurent de 1,65 à 1,75 mm et les femelles de 1,75 à 1,85 mm.

## Publication originale
- Millidge, 1981 : The erigonine spiders of North America. Part 3. The genus Scotinotylus Simon (Araneae: Linyphiidae). Journal of Arachnology, vol. 9, p. 167-213 (texte intégral).